# Гельфандбейн Григорій Михайлович
Григо́рій Миха́йлович Гельфандбе́йн (* 11 травня 1908, м. Херсон —† 9 січня 1993, Харків) — український російськомовний письменник єврейського походження, критик та есеїст.
Григорій Михайлович Гельфандбейн народився 11 травня 1908 р. в м. Херсоні в сім'ї робітника.
У 1925–1926 роках навчався в Харківському Інституті Народної Освіти.
Працював на видавничій та журналістській роботі. Нагороджений медалями.

## Творча діяльність
Член СП СРСР з 1934 року.
Григорій Гельфандбейн увійшов в історію художньої культури як дослідник української літератури й театру. Ним написані численні мемуарні розвідки про літературно-мистецьке життя Харкова 20-х—30-х років.
Багато років керував літературною студією ХТЗ, виплекавши чималий гурт відомих письменників.

## Твори
Автор збірки статей
- «Молода поезія»  [Архівовано 22 вересня 2020 у Wayback Machine.](1936)

біографічних нарисів
- «І. О. Мар'яненко» (1948)
- «Д. І. Антонович» (1948)
- «А. М. Смерека» (1948)

книжок літературних есеїв
- «Маяковський в Харкові» (1963)
- «Генерал і ад'ютант» (1966)